# Реле блокування
Реле́ блокува́ння — деталь в автомобілях (переважно радянського виробництва) що призначена для автоматичного вимикання стартера, після запуску двигуна, а також для запобігання випадкового вмикання стартера при увімкнутому двигуні. Реле працює разом із генератором і додатковим стартерним реле.

## Автомобілі із даним пристроєм
- ЛуАЗ-969М
- ГАЗ-24